# Eguchipsammia serpentina
Eguchipsammia serpentina är en korallart som först beskrevs av Vaughan 1907.  Eguchipsammia serpentina ingår i släktet Eguchipsammia och familjen Dendrophylliidae. Inga underarter finns listade i Catalogue of Life.